# Mary Elizabeth Flores Flake

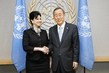
Mary Elizabeth Flores Flake mit Ban Ki-moon, 29. April 2010

Mary Elizabeth Flores Flake (* 6. Dezember 1973 in Tegucigalpa) ist eine honduranische Diplomatin.

## Leben
Mary Elizabeth Flores Flake ist die Tochter von Mary Flake de Flores und Carlos Roberto Flores Facussé.
Ihr Bruder ist Carlos David Flores Flake, Geschäftsführer von Lithopress Industrial. Sie besuchte die Escuela Americana de Tegucigalpa und studierte an der Louisiana State University. 1997 erlangte sie an der Loyola University New Orleans einen Abschluss in Kommunikationswissenschaft.
Bei den Wahlen zum Nationalkongress (Honduras) 2005 war sie die Kandidatin mit den meisten Stimmen.
Von 2006 bis 2010 saß sie als Abgeordnete der Partido Liberal de Honduras des Departamento Francisco Morazán im Nationalkongress (Honduras) und fungierte dort als Vizepräsidentin.
2007 vertrat sie Honduras bei The Forum of Young Global Leaders auf dem Weltwirtschaftsforum. 2009 schloss sie ein Studium der Rechtswissenschaft an der Universidad Nacional Autónoma de Honduras ab und wurde Mitglied der Ständevertretung der Rechtsanwälte.